# Cytisus wulfii
Cytisus wulfii är en ärtväxtart som beskrevs av V.I. Kreczetowicz. Cytisus wulfii ingår i släktet kvastginster, och familjen ärtväxter. Inga underarter finns listade i Catalogue of Life.